# Іборес
«Іборес» (ісп. Ibores) — іспанський напівтвердий сир з козячого молока з кремовою текстурою. Подається до молодого червоного вина і використовується в якості інгредієнта в салатах.
Виробляється в Естремадурі, в провінції Касерес і носить назву однієї з комарок в її складі. Має давню історію і традиції. Згадується в документі, підписаному королем Кастилії Енріке IV, який дарував Трухільйо право вести ринкову торгівлю. Для виробництва сиру Іборес використовується сире або пастеризоване молоко кіз порід серрана, верата і ретінта. Має м'який пікантний смак. Сирна головка важить 650-1200 г. Період дозрівання становить 1-3 місяці.